# Дзнуни, Даниел Мартинович
Дание́л Марти́нович Дзну́ни — (арм. Դանիել Մարտինի Դզնունի; настоящая фамилия Узунбаджагян; 2 (14) октября 1895 год, Карасубазар — 30 октября 1967, Ереван) — советский армянский киновед, организатор кинопроизводства, заслуженный деятель искусств Армянской ССР (1965), один из зачинателей армянской кинематографии. 

## Биография
Родился в городе Карасубазар Таврической губернии. В 1917 году окончил Нерсисянскую школу в Тифлисе, а в 1953 году — Армянский педагогический институт имени Хачатура Абовяна в Ереване. Член РСДРП(б) с 1917 года.
В 1921 году входил в коллегию национальных меньшинств при Крымском областном комитете РКП(б).
В 1922 году вёл хроникальные съёмки важнейших событий Армении.
В 1923 году — председатель Главполитпросвета Наркомпроса ССР Армении.
В 1924—1931 годах — председатель правления, директор АО «Госфотокино» (с 1926 года — АО «Арменкино»). В 1932 году — в Наркомпросе ССР Армении. В 1933—1936 годах — начальник Управления кинофотопромышленности при СНК ССР Армении, в 1936—1937 годах — директор киностудии «Арменкино». Избирался членом совета Закавказского общества друзей авиационной и химической обороны и промышленности (ЗакАвиахим) (1927).
В 1924 году был создан первый армянский документальный фильм «Советская Армения» по сценарию Е. Г. Чубар, Д. М. Дзнуни и П. Н. Фоляна. Выпуск фильма был приурочен ко дню четвёртой годовщины установления советской власти в Армении и демонстрировал успехи в становлении народного хозяйства молодой республики.
В 1924 году инициировал создание первого армянского художественного фильма, для чего пригласил в Армению уже известного актёра и режиссёра Амо Бек-Назаряна, который работал в то время в Тифлисе. В 1926 году вышел первый армянский художественный фильм «Намус». Их творческое содружество продолжалось многие годы, Бек-Назарян занимался постановкой картин, на Д. М. Дзнуни же лежали вопросы организации, администрирования, обеспечения технической части при постановке фильмов.
В 1930 году получил поддержку со стороны Кинокомитета при СНК СССР в вопросах обеспечения государственного финансирования киностудии «Арменкино», находившейся на грани ликвидации.
В 1935 году по случаю 15-летия советского кинематографа был награждён орденом Трудового Красного Знамени.
5 июля 1937 года газета «Советское искусство» опубликовала статью с резкой критикой руководства «Арменкино», Д. М. Дзнуни обвинили в очковтирательстве, бесхозяйственности, невыполнении плана производства фильмов, финансовых злоупотреблениях и связях с врагами народа.
В сентябре 1937 года был незаконно арестован, в 1943 году вернулся из ссылки, реабилитирован в 1954 году. На Первом всесоюзном съезде профсоюза киноработников в сентябре 1937 года был назван врагом народа. В своих воспоминаниях Д. М. Дзнуни описывает свою последнюю встречу в Ереванской городской тюрьме с арестованным известным армянским поэтом Егише Чаренцем, скончавшимся в тюремной больнице 27 ноября 1937 года.
С середины 50-х годов руководил архивным отделом Государственной картинной галереи Армении. Наряду с исследованиями по истории армянского кино выпустил с коллективом авторов каталог «Государственная картинная галерея Армении» (1965), автор первого краткого словаря «Армянские художники» (1977).
Умер в 1967 году в Ереване.
В 2018 году был снят документальный фильм о Д. М. Дзнуни. В июле 2023 года на площади Шарля Азнавура в Ереване была установлена именная Звезда в честь «основателя армянского кинематографа Даниэля Дзнуни».

## Награды и звания
- орден Трудового Красного Знамени (11 января 1935)[24]
- заслуженный деятель искусств Армянской ССР (1965)[6]

## Переводы
- Овсепян А. Р. Сердце / пер. с арм. Д. М. Дзнуни. — Ереван: Айпетрат, 1952. — 284 с.
- Саркисян С. А. Портрет артиста. Жизнь и творчество М. Манвеляна / пер. с арм. Д. М. Дзнуни. — Ереван: Айпетрат, 1956. — 120 с.